# Temnocinclis euripes
Temnocinclis euripes la 2mo65t loài ốc biển trong họ Sutilizonidae. Chúng là đại diện duy nhất trong chi đơn loài Temnocinclis. This mollusc, a species of slit-limpet that measures up to four millimeters long, lives at hydrothermal vents.